# Sharon Bolton
Pour les articles homonymes, voir Bolton.
Sharon Bolton, née le 27 mai 1960 dans le Lancashire, en Angleterre, est une femme de lettres britannique, auteure de roman policier.

## Biographie
Elle fait des études d'art dramatique à l'université de Loughborough, puis obtient une maîtrise en administration des affaires à l'université de Warwick.
En 2008, elle publie son premier roman, Sacrifice avec lequel elle est finaliste du prix Mary Higgins Clark 2009 et du International Thriller Writers Awards (en) 2009 du meilleur premier roman.
En 2012, elle commence une série consacrée à Lacey Flint, une jeune détective qui travaille pour la police métropolitaine de Londres. Cette série appartient au genre de la procédure policière.
Certains des premiers titres de l'auteure sont parus sous la signature S.J. Bolton, avant d'être rééditées sous la signature Sharon Bolton.

## Œuvre

### Romans

#### SérieLacey Flint
- Now You See Me (2011) Publié en français sous le titre Écrit en lettres de sang, Paris, Fleuve noir, 2013  (ISBN 978-2-265-09624-0) ; réédition, Paris, Pocket, coll. « Presses-Pocket » no 15539, 2015  (ISBN 978-2-266-24628-6)
- Dead Scared (2012) Publié en français sous le titre Sous emprises, Paris, Fleuve noir (2015)  (ISBN 978-2-265-09881-7)
- Like This, for Ever (2013), aussi paru sous le titre Lost
- A Dark and Twisted Tide (2014)

#### Autres romans
- Sacrifice (2008) Publié en français sous le titre Sacrifice, Paris, Fleuve noir, 2009  (ISBN 978-2-265-08567-1) ; réédition, Paris, Pocket, coll. « Presses-Pocket » no 14145, 2009  (ISBN 978-2-266-19642-0)
- Awakening (2009) Publié en français sous le titre Venin, Paris, Fleuve noir, 2010  (ISBN 978-2-265-08568-8) ; réédition, Paris, Pocket, coll. « Presses-Pocket » no 14498, 2011  (ISBN 978-2-266-20693-8)
- Blood Harvest (2010) Publié en français sous le titre Moisson de sang, Paris, Fleuve noir, 2011  (ISBN 978-2-265-09079-8) ; réédition, Paris, Pocket, coll. « Presses-Pocket » no 15043, 2012  (ISBN 978-2-266-22036-1)
- Little Black Lies (2015)
- Daisy in Chains (2016)
- Dead Woman Walking (2017)
- The Craftsman (2018)
- The Split (2020)

### Nouvelles

#### SérieLacey Flint
- If Snow Hadn't Fallen (2012) Publié en français sous le titre S'il n'avait pas neigé, Paris, Fleuve noir (2013)  (ISBN 978-2-823-81123-0)
- Here Be Dragons (2016)

## Prix et distinctions

### Prix
- Prix Mary Higgins Clark 2010 pour Awakening[1]
- Dagger in the Library 2014[2]

### Nominations
- Prix Mary Higgins Clark 2009 pour Sacrifice[1]
- International Thriller Writers Awards (en) 2009 du meilleur premier roman pour Sacrifice[3]
- Prix Barry 2010 pour Awakening[4]
- Gold Dagger Award 2010 pour Blood Harvest[5]
- Prix Mary Higgins Clark 2011 pour Blood Harvest[1]
- Prix Barry 2011 pour Blood Harvest[4]
- Prix Barry 2012 pour Now You See Me[4]
- Prix Mary Higgins Clark 2012 pour Now You See Me[1]
- Prix Barry 2013 pour Dead Scared[4]
- Prix Mary Higgins Clark 2013 pour Dead Scared[1]
- Prix Mary Higgins Clark 2015 pour A Dark and Twisted Tide[1]
- Prix Macavity 2016 du meilleur roman pour Little Black Lies[6]
- Steel Dagger Award 2022 pour The Pact[5]